# Claudio Glaentzer
Claudio Glaentzer (* 22. Februar 1951 in Rom; † 2021) war  ein italienischer Diplomat.

## Leben
Claudio Glaentzer studierte bis 1975 Rechtswissenschaften und von 1976 bis 1980 Politikwissenschaft an der Universität von Rom. 1986 trat er in den auswärtigen Dienst. 1987 wurde er im Außenministerium zum Botschaftssekretär zweiter Klasse befördert. 1988 wurde er an der Botschaft in Teheran zum Botschaftssekretär erster Klasse befördert. Von 1992 bis 1994 leitete er das Generalkonsulat in Kalkutta. 1995 leitete er das Generalkonsulat in Leipzig. Von 1996 bis 1997 war er Botschaftsrat im Außenministerium. Von 1998 bis 2001 leitete er das Generalkonsulat in Mumbai, wo er 2001 zum Botschaftsrat erster Klasse befördert wurde.
Von 2001 bis 2004 war er Botschaftsrat erster Klasse in Tokio, wo in den Verdienstorden der Italienischen Republik aufgenommen wurde. 2005 leitete er die Finanzabteilung im Außenministerium. Von 2006 bis 2008 leitete er die Datenabteilung des Außenministeriums, wo er 2008 zum Gesandten befördert wurde. Von 2008 bis 2011 war er Botschafter in Kabul. Von 9. Januar 2012 bis 15. Oktober 2015 war er der Botschafter Italiens in Athen.